# John D'Arcy (officier)
Pour les articles homonymes, voir John D'Arcy.
John D'Arcy, né le 12 février 1894 et mort le 1er février 1966, est un officier général de la British Army. Il combat lors de la Première et Seconde Guerre mondiale, au cours de laquelle il commande la 9e division blindée.